# رحیم بکر
رحیم بکر (انگلیسی: Rahim Bakr) بازیکن فوتبال اهل عراق بود.
وی همچنین در تیم ملی فوتبال عراق بازی کرده‌است.